# Мазалово (Кемеровская область)
Мазалово — упразднённый разъезд в Тайгинском городском округе Кемеровской области. Исключен из учётных данных в 2004 году.

## География
Располагался у остановочного пункта 3573 км на линии Мариинск — Юрга Западно-Сибирской железной дороги, на расстоянии примерно 4 км по прямой к северо-востоку от города Тайга.

## История
Решением Кемеровского ОИК № 335 от 20 мая 1967 г. населённый пункт Мазалово Таловского сельсовета Яшкинского района переданы в административное подчинение Тайгинского горсовета.

## Население
По данным Всероссийской переписи населения 2002 года, в разъезде отсутствовало постоянное население.